# Ján Hesek
Ján Hesek (24. dubna 1960, Kúty - 13. listopadu 2009) byl slovenský fotbalista, záložník. Po skončení aktivní kariéry působí jako trenér ve futsalu. V letech 2003-2007 byl trenérem slovenského extraligového futbsalového týmu 1. FSC Nafta Malacky.

## Fotbalová kariéra
V československé lize hrál za DAC Dunajská Streda. Nastoupil v 7 utkáních, gól v lize nedal. V nižších soutěžích hrál i za ZŤS Malacky a Spartak ZŤS Dubnica nad Váhom.

## Ligová bilance
| Ročník                                      | Zápasy | Góly | Klub                          |
| ------------------------------------------- | ------ | ---- | ----------------------------- |
| 1. československá fotbalová liga 1985/86    | 7      | 0    | DAC Dunajská Streda           |
| 1. slovenská národní fotbalová liga 1986/87 | 15     | 0    | Spartak ZŤS Dubnica nad Váhom |
| CELKEM 1. liga                              | 7      | 0    |                               |